# Groningen (prowincja)
Groningen (dialekt groningski: Grunnen, Grönnen, Grunn'n, Grunn) – prowincja Holandii ze stolicą w mieście Groningen.